# 太古駅
太古駅（たいこえき）は香港の香港島東区康山にある、香港鉄路（香港MTR）港島線の駅である。

## 歴史
- 1985年5月31日 - 開業[1]。
- 2019年8月11日 - デモ隊によって一部の出口を塞がれる事態が発生。詳細は2019年8月11日香港デモ（中国語版、広東語版）を参照。

## 駅構造
地下駅。駅周辺の地盤は堅固な花崗岩であり、それを掘って建設された。元々の地盤が堅固であるため柱を立てる本数が少なくなり、駅構内は広々とした作りとなっている。ただし花崗岩のひび割れや毛細血管現象で地下水が駅構内に滲み出るといった問題も抱えている。
プラットホームは島式ホーム1面2線を有し、ホームドア完備。

### 駅階層
| G 地面        | -                              | 出口                                                                                              |
| L1 地下通路   | 地下通路                       | D出口改札階を結ぶ連絡通路                                                                         |
| L2 コンコース | コンコース                     | サービスセンター、駅商店、自動券売機、自動照相機、 ATM、「e分鐘著數」機、 「iCentre」免費上網服務 |
| L3 ホーム     | ➊番線                          | →■港島線柴湾方面→                                                                                 |
| L3 ホーム     | 島式ホーム、右側のドアが開く。 |                                                                                                   |
| L3 ホーム     | ➋番線                          | ←■港島線堅尼地城方面                                                                              |

### 駅構内テナント・サービス
| 駅商店 - 7-Eleven - OK便利店 - 零食物語 - 美心西餅 - Mrs. Fields Cookies | 自動サービス - 恒生銀行ATM - 中国銀行(香港)ATM - 自動券売機 - 自動照相機 - 「e分鐘著數」機 - 香港郵政郵箱服務 - 「iCentre」免費上網サービス |

### 駅出口
| 出口番号     | 出口表示           | 目的地 |
| ------------ | ------------------ | --- |
| 出口 · A · 1 | 康山花園           | 東達中心、富通中心、康山花園1至4座、英皇道、船塢里、仁孚工業ビル                                                                              |
| 出口 · A · 2 | 康山花園           | 康怡広場、辦公大楼、康怡広場商場 |
| 出口 · B     | 康怡広場           | 康怡花園、康蘭居、康景花園、南豊新邨、栢蕙苑、鰂魚涌社区会堂、太古小学、逸樺園、康怡広場（南翼）、宝峰園、仏教中華康山学校                    |
| 出口 · C     | イオンスタイル康怡 | Aeon Style康怡、MCL康怡戲院 |
| 出口 · D · 1 | 太古城道           | 太茂路、太古城道、太裕路、ワン・アイランド・イースト、The East Hotel、東隅酒店                                                                |
| 出口 · D · 1 | 太古城道           | エレベータ有り、鈄道及失明人士引導徑往返地面                                                                                                  |
| 出口 · D · 2 | 太古城道           | 太古城中心地下、太古城中心一座 |
| 出口 · E · 1 | 太古城中心         | 太古城中心四座、太古城中心2階、太古城中心三座、APITA 生活創庫、平等機会委員会、鰂魚涌公園、葛量洪号滅火輪展覧館、UA太古城中心戲院、百老匯院線 |
| 出口 · E · 1 | 太古城中心         | 設有失明人士引導徑往返地面 |
| 出口 · E · 2 | 太古城中心         | 康山花園5至8座、英皇道 |
| 出口 · E · 2 | 太古城中心         | 設有失明人士引導徑往返地面 |
| 出口 · E · 3 | 太古城中心         | 康山花園5至7座 |
| 出口 · E · 3 | 太古城中心         | 設有失明人士引導徑往返地面 |

## 駅周辺
- 康怡広場
  - Big C
  - OK便利店
  - イオンスタイル康怡
  - 公文教育研究会
  - セブン-イレブン

## 接続交通一覧
鉄道
- 香港トラム

バス

## 隣の駅
香港鉄路
■港島線
鰂魚涌駅 - 太古駅 - 西湾河駅